# Simfonia en fa menor (Bruckner)
La Simfonia núm. 00 en fa menor (Simfonia d'estudi), WAB 99, va ser escrita per Anton Bruckner el 1863, però no se li va assignar cap número oficialment.
Al final del seu període d'estudi en forma i orquestració per Otto Kitzler,  Bruckner va fer el 7 de gener de 1863 esbossos per a una simfonia en re menor, WAB add 244. Bruckner no va continuar amb aquest projecte, però va compondre més tard el mateix any (entre el 15 de febrer i el 26 de maig) la Simfonia en fa menor.
Bruckner va donar la partitura de la Simfonia en fa menor al seu amic Cyrill Hynais, juntament amb la de les Quatre peces orquestrals de 1862 i l'⁣obertura en sol menor. La simfonia, que no es va tocar en vida de Bruckner, va rebre la seva primera interpretació completa a Klosterneuburg el 12 d'octubre de 1924. Està disponible en una edició de Leopold Nowak, publicada el 1973.

## Instrumentació
L'obra està escrita per a dues flautes, dos oboès, dos clarinets en si♭, dos fagots, quatre trompes (dues en fa, dues en si♭), dues trompetes en fa, trombons alt, tenor i baix, timbales i cordes.

## Moviments
Hi ha quatre moviments⁣:
1. Allegro molto vivace, [1]
2. Andante molto, , si bemoll major[1]
3. Scherzo, Schnell, 3/4, do menor, with Trio, Langsamer, in [[A-flat major|APlantilla:Flat major]][1]
4. Allegro, , fa menor a fa major[1]

## Crítica
El biògraf Derek Watson diu que, en comparació amb l'obertura en sol menor, la simfonia en fa menor "és certament poc inspirada temàticament i amb menys caràcter", però que té "alguns moments de càlida melodia i una partitura constant, encara que poc original". A més, la partitura és força mancada de dinàmica i marques de fraseig en comparació amb les obres posteriors de Bruckner.

Com també escriu Leopold Nowak:
Gran part de l'obra traeix l'estil de l'època, però el propi mode d'expressió de Bruckner ja es pot reconèixer en una sèrie d'altres trets. El professor del compositor, Otto Kitzler, va descriure l'obra com a "no especialment inspirada", i per això Bruckner la va deixar de banda. Afortunadament, però, no la va destruir quan més tard va projectar els seus manuscrits.
La simfonia en fa menor de Bruckner de 1863 va ser designada inicialment com a Simfonia núm. 1 i, en una carta al seu amic Rudolf Weinwurm datada el 29 de gener de 1865, Bruckner va descriure la simfonia en do menor en la qual estava treballant en aquell moment com la seva simfonia núm. 2. Més tard, Bruckner va decidir deixar la simfonia en fa menor sense numerar, i va anomenar la simfonia en do menor de 1865–66 la seva Simfonia núm. 1.
Les crítiques de Kitzler, que van portar Bruckner a etiquetar la simfonia "Schularbeit" (Simfonia d'estudi), van portar a Georg Tintner a "preguntar-se si [Kitzler] va mirar bé l'Scherzo". Tintner considera que el Final de l'obra és el més feble dels quatre moviments. En paraules de David Griegel, "Com molts altres compositors, crec que Bruckner només estava fent massa autocrítica, i les simfonies sense numerar també són obres dignes del nostre gaudi".

## Cronologia
Al principi, els estudiosos van creure que la següent simfonia que Bruckner va escriure va ser l'anomenada Simfonia "núm. 0", de manera que aquesta simfonia de vegades s'anomena Simfonia núm. 00 en fa menor. En qualsevol cas, els musicòlegs ara estan segurs que la següent simfonia que Bruckner va escriure després d'aquesta va ser la Simfonia núm. 1 en do menor. Juntament amb la versió de Linz de la Simfonia núm. 1, la Simfonia d'estudi no es va escriure a Viena com totes les altres simfonies de Bruckner.

## Enregistraments
El primer enregistrament comercial, i aparentment la primera actuació moderna, va ser realitzat per Elyakum Shapirra amb la London Symphony Orchestra per a EMI el 1972.
El primer enregistrament disponible en disc compacte, va ser d'⁣Eliahu Inbal i l'⁣Orquestra Simfònica de la Ràdio de Frankfurt amb el segell Teldec l'any 1991; amb una durada de 47 minuts. L'enregistrament d'Inbal sembla lent en comparació amb l'enregistrament de 37 minuts de Tintner amb la Royal Scottish National Orchestra a Naxos (que està emparellat amb el "Volksfest" Final de la Simfonia núm. 4 en mi♭ major). Tintner omet les repeticions de l'exposició en el primer i quart moviment, i ocasionalment redueix la dinàmica de metalls.
L'enregistrament de 2001 de Stanisław Skrowaczewski amb l'⁣Orquestra Simfònica de la Ràdio de Saarbrücken a Arte Nova/Oehms Classics, que també omet les repeticions de l'exposició en el primer i quart moviment, dura 36 minuts. Més recentment, l'enregistrament en directe de Gerd Schaller amb la Philharmonie Festiva (Ebrach Summer Music Festival, 7 de juny de 2015) utilitza l'ambientació original, és a dir, amb les repeticions en el primer, segon i quart moviment (Profil CD PH 15004, de 43 minuts de durada).
L'scherzo ha estat transcrit per a orgue i està disponible en un CD de Novalis.